# Botho Höfer
Botho Höfer (* 15. Mai 1880 in Berlin; † 9. Dezember 1958 ebenda) war ein deutscher Filmarchitekt mit langjähriger Karriere beim heimischen Unterhaltungskino.

## Leben
Höfer hatte eine Ausbildung zum Theatermaler erhalten und erlernte sein Handwerk bei Professor Kurz. Anschließend arbeitete er viele Jahre lang mit Willi Ohranski zusammen. Danach ging Höfer für fünf Jahre nach Sibirien und wurde schließlich Maler der kaiserlich-japanischen Armee, für die er eine Reihe von Schlachtengemälden anfertigte. Sein Werk Winterabend in Sibirien fand sogar Einzug in den kaiserlichen Palast in Tokio. Auch im Ersten Weltkrieg beschäftigte sich Botho Höfer als Maler und Zeichner; mehrere seiner Skizzen wurden in der Leipziger Illustrierten und der Berliner Illustrirten Zeitung veröffentlicht. 
Nach dem Krieg erhielt Höfer die Gelegenheit, in München als Szenenbildner beim Film zu arbeiten. Nur wenig später, 1921, kam er nach Berlin und erstellte Entwürfe für die Produktionsfirma Richard Oswalds. Ab 1923 war Höfer für die unterschiedlichsten Berliner Firmen tätig und stattete zeitweise bis zu zehn Filme pro Jahr, primär schlichte Lustspiele für ein anspruchsarmes Publikum aus. Mit dem Kollegen Bernhard Schwidewski besaß er zeitweise die gemeinsame Dekorationsfirma „Höfer & Schwidewski“. Gegen Ende der Stummfilm-Ära bildete Höfer mit dem Kollegen Hans Minzloff ein festes Arbeitsteam. 
In der Zeit des Nationalsozialismus war Höfer Mitglied der Reichskammer der bildenden Künste. Er war 1940 mit dem Ölgemälde Im stillen Tal auf der Großen Deutschen Kunstausstellung in München vertreten. Das Bild erwarb die Reichsführung der SS für 1450 RM. Höfer war kaum mehr für den Spielfilm tätig, erst zu Beginn der 40er Jahre kehrte er zum Filmkulissenbau zurück. Seine letzten Entwürfe (1949–1953), die Höfer stets in Kooperation mit Kollegen Franz Bi fertigstellte, entstanden fast ausschließlich für Münchner Produktionsfirmen. Dennoch blieb Botho Höfer bis zu seinem Tode 1958 weiterhin in Berlin ansässig. 

## Filmografie (Auswahl)
- 1920/22: Louise de Lavallière – Am Liebeshof des Sonnenkönigs
- 1921: Die goldene Pest
- 1922: Lucrezia Borgia
- 1923: Kinder von heute
- 1923: Der Evangelimann
- 1924: Lebende Buddhas
- 1924: Der Klabautermann
- 1924: Der Sturz ins Glück
- 1924: Rex Mundi
- 1924: Kampf um die Scholle
- 1925: Des Lebens Würfelspiel
- 1925: Mein Freund, der Chauffeur
- 1926: Unsere Emden
- 1926: Der Herr der Nacht
- 1926: Der Mann im Feuer
- 1926: Nixchen
- 1927: Frühere Verhältnisse
- 1927: Arme kleine Sif
- 1927: Das Heiratsnest
- 1927: Benno Stehkragen
- 1927: Der Bettelstudent
- 1927: Mein Freund Harry
- 1928: Dragonerliebchen
- 1928: Großstadtjugend
- 1928: Robert und Bertram
- 1928: Der Unüberwindliche
- 1928: Der moderne Casanova
- 1928: Der Faschingsprinz
- 1928: Die Zirkusprinzessin
- 1929: Das närrische Glück
- 1929: Der schwarze Domino
- 1929: Tempo! Tempo!
- 1929: Es flüstert die Nacht …
- 1929: Die fidele Herrenpartie
- 1929: Die Konkurrenz platzt!
- 1929: Dich hab’ ich geliebt
- 1929: Donauwalzer
- 1930: Die Jagd nach der Million
- 1930: Der Korvettenkapitän
- 1930: Die lustigen Musikanten
- 1930: Der Bettelstudent
- 1931: Die Frau, von der man spricht
- 1931: Mein Herz sehnt sich nach Liebe
- 1933: Wege zur guten Ehe
- 1933: Drei Kaiserjäger
- 1941: Am Abend auf der Heide
- 1942: Der Fall Rainer
- 1942: Die Nacht in Venedig
- 1944: Seinerzeit zu meiner Zeit
- 1950: Fünf unter Verdacht
- 1950: Der Mann, der zweimal leben wollte
- 1950: Vom Teufel gejagt
- 1951: Die Tat des Anderen
- 1951: Fanfaren der Liebe
- 1952: Ich heiße Niki
- 1952: Die große Versuchung
- 1952: Haus des Lebens
- 1953: Ein Herz spielt falsch